# Saint-Folquin
Saint-Folquin là một xã ở tỉnh Pas-de-Calais, vùng Hauts-de-France, Pháp.

## Địa lý
Saint-Folquin có cự ly khoảng 8 dặm (13 km) về phía đông Calais trên đường D229.

## Dân số
| 1962                                                         | 1968 | 1975 | 1982 | 1990 | 1999 | 2006 |
| ------------------------------------------------------------ | ---- | ---- | ---- | ---- | ---- | ---- |
| 1255                                                         | 1335 | 1383 | 1754 | 1973 | 2062 | 2302 |
| Số liệu điều tra dân số từ năm 1962, dân số chỉ tính một lần |      |      |      |      |      |      |

## Địa điểm nổi bật
- Nhà thờ St.Folquin, thế kỷ 16.